# Кулешов, Роман Юрьевич
Роман Юрьевич Кулешов (бел. Раман Юр’евіч Куляшоў; род. 14 июня 2003, Могилёв) — белорусский футболист, полузащитник клуба «Друть».

## Карьера

### «Днепр-Могилёв»

#### Начало карьеры
Воспитанник футбольный академии могилёвского «Днепра». В феврале 2020 года футболист подписал с могилёвским клубом свой первый профессиональный контракт. Вместе с клубом футболист провёл сезон в рамках Второй лиги, по итогу которой стал чемпионом. В следующем сезоне футболист отправился выступать за вторую команду клуба, в составе которой также выступал во Второй лиге. В начале 2022 года футболист стал тренироваться с основной командой могилёвского клуба. Первый матч в новом сезоне футболист сыграл 13 марта 2022 года в рамках четвертьфинала Кубка Беларуси против гродненского «Немана». Дебютный матч в чемпионате футболист сыграл 20 марта 2022 года против бобруйской «Белшины», выйдя на замену на 70 минуте. По итогу сезона футболист с клубом занял последнее место в чемпионате, вылетев в Первую лигу.

#### Сезон 2023
В начале 2023 года футболист готовился к новому сезону с основной командой могилёвского клуба. Первый матч в новом сезоне футболист сыграл 2 апреля 2023 года против «Орши», выйдя на замену на 81 минуте. Первым результативным действием за клуб футболист отличился 31 мая 2023 года в матче Кубка Беларуси против клуба «Мосты», отдав голевую передачу. Свой дебютный гол за могилёвский клуб футболист забил 25 июня 2023 года в матче против витебского «Макслайна». На протяжении первой половины сезона футболист выступал за клуб, футболист был преимущественно игроком скамейки запасных, появляясь на поле, чередуя матчи в стартовом составе и выходя на замену, отличившись забитым голом и результативной передачей во всех турнирах.

#### Аренда в «Слоним-2017»
В июле 2023 года футболист на правах арендного соглашения присоединился к клубу «Слоним-2017». Дебютировал за клуб 11 августа 2023 года в матче против «Макслайна», выйдя на поле в стартовом составе. Первым результативным действием за клуб футболист отличился 17 сентября 2023 года в матче против гомельского «Бумпрома» , отдав голевую передачу. На протяжении сезона футболист был одним из основных игроков клуба, отличившись своей единственной результативной передачей. По окончании срока арендного соглашения футболист покинул слонимский клуб. В феврале 2024 года футболист на правах арендного соглашения присоединился к «Орше» до конца сезона. Однако в апреле 2024 года футболист прекратил арендное соглашение и покинул могилёвский «Днепр».
В июле 2024 года футболист стал игроком клуба «Горки», вместе с которым принимал участие во Второй лиге. Вместе с клубом футболист вышел в финальную часть турнира, которая проводилась под эгидой Белорусской федерации футбола. В начале 2025 года футболист стал игроком клуба «Друть».

## Достижения
«Днепр-Могилёв»
- Победитель Второй лиги: 2020